# Oropios
Oropios (altgriechisch Ὀρώπιος) wurde 324 v. Chr. von Alexander dem Großen als Satrap in Susa für den exekutierten Abulites eingesetzt. Aber schon kurz darauf verstrickte er sich selbst in eine Revolte und musste fliehen. Er wurde durch Koinos ersetzt.
Im Liber de Morte wird der Vorgänger des Koinos mit dem Namen „Argaeus“ (griechisch: Argaios, „der Argiver“) genannt, weshalb hinter der Bezeichnung „Oropios“ auch der Herkunftsname seiner Person vermutet wird, der sich auf einen der griechisch-makedonischen Orte mit dem Namen Oropos beziehen müsste. Dagegen spricht allerdings die Erwähnung bei Dexippos, dass Oropios die Provinz nicht als Angehöriger der alten Statthalterfamilie übernahm, was bei einem gebürtigen Gräko-Makedonen freilich offensichtlich und deshalb kaum erwähnenswert gewesen wäre. Jüngere Betrachtungen erkennen in dem Namen „Argaeus“ deshalb eine Fehlinformation und in Oropios einen gebürtigen Perser, der zuvor in das Gefolge Alexanders aufgenommen worden war.